# وینس لاکتام
وینس لاکتام (به انگلیسی: Vince lactam) یک ترکیب شیمیایی با شناسه پاب‌کم ۱۱۷۸۹۱۵۰ است.